# Copa Sul-Americana de 2004
A Copa Sul-Americana 2004 foi a terceira edição da Copa Sul-Americana. Participaram trinta e cinco equipes de dez países: Argentina, Bolívia, Brasil, Chile, Colômbia, Equador, Paraguai, Peru, Uruguai e Venezuela. 
O campeão foi o Boca Juniors que venceu na final o Bolívar. Isto lhe permitiu disputar a Recopa diante do Once Caldas, o campeão da Copa Libertadores 2004.

## Equipes classificadas

### Representantes por país
- Argentina: 6
- Bolívia: 2
- Brasil: 12
- Chile: 2
- Colômbia: 2
- Equador: 2
- Paraguai: 2
- Peru: 2 + Cienciano (campeão da Copa Sul-Americana 2003)
- Uruguai: 2
- Venezuela: 2

### Participantes
- Argentina: Arsenal, Banfield, Boca Juniors, Quilmes, River Plate e San Lorenzo.
- Bolívia: Aurora e Bolívar.
- Brasil: Atlético Mineiro, Coritiba, Cruzeiro, Figueirense, Flamengo, Goiás, Grêmio, Internacional, Paraná, Santos, São Caetano e São Paulo.
- Chile: Universidad de Concepción e Santiago Wanderers.
- Colômbia:  Junior e Millonarios.
- Equador: Aucas e LDU Quito.
- Paraguai: Cerro Porteño e Libertad.
- Peru: Alianza Atlético, Cienciano e Coronel Bolognesi.
- Venezuela: Carabobo e Deportivo Italchacao.
- Uruguai: Danubio, Peñarol.

## Primeira Fase

### Grupo 1
| Data                                   | Hora  | Equipe local | Resultado | Equipe visitante |
| -------------------------------------- | ----- | ------------ | --------- | ---------------- |
| 10/08/04                               | 21:15 | Arsenal      | 1-1       | Banfield         |
| 02/09/04                               | 21:30 | Banfield     | 3-4       | Arsenal          |
| Arsenal se classifica como Argentina 3 |       |              |           |                  |

| Data                                       | Hora  | Equipe local | Resultado | Equipe visitante |
| ------------------------------------------ | ----- | ------------ | --------- | ---------------- |
| 18/08/04                                   | 21:15 | Quilmes      | 0-2       | San Lorenzo      |
| 02/09/04                                   | 21:15 | San Lorenzo  | 0-0       | Quilmes          |
| San Lorenzo se classifica como Argentina 4 |       |              |           |                  |

| Data                                                                 | Hora  | Equipe local | Resultado | Equipe visitante |
| -------------------------------------------------------------------- | ----- | ------------ | --------- | ---------------- |
| 16/09/04                                                             | 21:30 | San Lorenzo  | 1-0       | Boca Juniors     |
| 29/09/04                                                             | 21:15 | Boca Juniors | 2-1       | San Lorenzo      |
| Boca Juniors se classifica nos pênaltis (4-1) como Quartofinalista 1 |       |              |           |                  |

| Data                                         | Hora  | Equipe local | Resultado | Equipe visitante |
| -------------------------------------------- | ----- | ------------ | --------- | ---------------- |
| 07/09/04                                     | 19:00 | Arsenal      | 2-1       | River Plate      |
| 30/09/04                                     | 20:45 | River Plate  | 0-0       | Arsenal          |
| Arsenal se classifica como Quartofinalista 2 |       |              |           |                  |

### Grupo 2
| Data                               | Hora  | Equipe local | Resultado | Equipe visitante |
| ---------------------------------- | ----- | ------------ | --------- | ---------------- |
| 25/08/04                           | 21:50 | Paraná       | 2-1       | Santos           |
| 04/09/04                           | 15:45 | Santos       | 3-0       | Paraná           |
| Santos se classifica como Brasil I |       |              |           |                  |

| Data                                                          | Hora  | Equipe local  | Resultado | Equipe visitante |
| ------------------------------------------------------------- | ----- | ------------- | --------- | ---------------- |
| 25/08/04                                                      | 21:15 | Figueirense   | 0-0       | Internacional    |
| 04/09/04                                                      | 18:30 | Internacional | 1-1       | Figueirense      |
| Internacional se classifica nos pênaltis (4-2) como Brasil II |       |               |           |                  |

| Data                                | Hora  | Equipe local     | Resultado | Equipe visitante |
| ----------------------------------- | ----- | ---------------- | --------- | ---------------- |
| 25/08/04                            | 21:50 | Goiás            | 4-2       | Atlético Mineiro |
| 04/09/04                            | 15:45 | Atlético Mineiro | 1-1       | Goiás            |
| Goiás se classifica como Brasil III |       |                  |           |                  |

| Data                                     | Hora  | Equipe local | Resultado | Equipe visitante |
| ---------------------------------------- | ----- | ------------ | --------- | ---------------- |
| 26/08/04                                 | 21:15 | Coritiba     | 1-2       | São Caetano      |
| 04/09/04                                 | 18:30 | São Caetano  | 2-2       | Coritiba         |
| São Caetano se classifica como Brasil IV |       |              |           |                  |

| Data                                                  | Hora  | Equipe local | Resultado | Equipe visitante |
| ----------------------------------------------------- | ----- | ------------ | --------- | ---------------- |
| 15/09/04                                              | 21:50 | Santos       | 0-0       | Flamengo         |
| 22/09/04                                              | 21:50 | Flamengo     | 2-2       | Santos           |
| Santos se classifica nos pênaltis (5-4) como Brasil V |       |              |           |                  |

| Data                                       | Hora  | Equipe local  | Resultado | Equipe visitante |
| ------------------------------------------ | ----- | ------------- | --------- | ---------------- |
| 15/09/04                                   | 19:00 | Internacional | 2-0       | Grêmio           |
| 22/09/04                                   | 19:00 | Grêmio        | 2-1       | Internacional    |
| Internacional se classifica como Brasil VI |       |               |           |                  |

| Data                                   | Hora  | Equipe local | Resultado | Equipe visitante |
| -------------------------------------- | ----- | ------------ | --------- | ---------------- |
| 16/09/04                               | 19:00 | Goiás        | 2-2       | Cruzeiro         |
| 22/09/04                               | 16:30 | Cruzeiro     | 3-2       | Goiás            |
| Cruzeiro se classifica como Brasil VII |       |              |           |                  |

| Data                                                        | Hora  | Equipe local | Resultado | Equipe visitante |
| ----------------------------------------------------------- | ----- | ------------ | --------- | ---------------- |
| 15/09/04                                                    | 21:50 | São Caetano  | 1-1       | São Paulo        |
| 22/09/04                                                    | 21:50 | São Paulo    | 1-1       | São Caetano      |
| São Paulo se classifica nos pênaltis (4-1) como Brasil VIII |       |              |           |                  |

| Data                                        | Hora  | Equipe local | Resultado | Equipe visitante |
| ------------------------------------------- | ----- | ------------ | --------- | ---------------- |
| 10/10/04                                    | 16:00 | Santos       | 1-0       | São Paulo        |
| 20/10/04                                    | 21:50 | São Paulo    | 1-1       | Santos           |
| Santos se classifica como Quartofinalista 3 |       |              |           |                  |

| Data                                               | Hora  | Equipe local  | Resultado | Equipe visitante |
| -------------------------------------------------- | ----- | ------------- | --------- | ---------------- |
| 10/10/04                                           | 16:00 | Internacional | 3-1       | Cruzeiro         |
| 20/10/04                                           | 21:50 | Cruzeiro      | 0-1       | Internacional    |
| Internacional se classifica como Quartofinalista 4 |       |               |           |                  |

### Grupo 3
| Data                                  | Hora  | Equipe local         | Resultado | Equipe visitante     |
| ------------------------------------- | ----- | -------------------- | --------- | -------------------- |
| 12/08/04                              | 19:00 | Deportivo Italchacao | 0-0       | Carabobo             |
| 17/08/04                              | 19:00 | Carabobo             | 2-0       | Deportivo Italchacao |
| Carabobo se classifica como Venezuela |       |                      |           |                      |

| Data                                           | Hora  | Equipe local | Resultado | Equipe visitante |
| ---------------------------------------------- | ----- | ------------ | --------- | ---------------- |
| 24/08/04                                       | 19:00 | Carabobo     | 1-2       | Cienciano        |
| 31/08/04                                       | 20:15 | Cienciano    | 6-1       | Carabobo         |
| Cienciano se classifica como Campeão/Venezuela |       |              |           |                  |

| Data                                 | Hora  | Equipe local | Resultado | Equipe visitante |
| ------------------------------------ | ----- | ------------ | --------- | ---------------- |
| 11/08/04                             | 18:00 | LDU Quito    | 1-0       | Aucas            |
| 14/09/04                             | 18:00 | Aucas        | 1-1       | LDU Quito        |
| LDU Quito se classifica como Equador |       |              |           |                  |

| Data                                           | Hora  | Equipe local | Resultado | Equipe visitante |
| ---------------------------------------------- | ----- | ------------ | --------- | ---------------- |
| 28/09/04                                       | 18:00 | LDU Quito    | 4-0       | Cienciano        |
| 05/10/04                                       | 19:15 | Cienciano    | 2-2       | LDU Quito        |
| LDU Quito se classifica como Quartofinalista 5 |       |              |           |                  |

### Grupo 4
| Data                               | Hora  | Equipe local | Resultado | Equipe visitante |
| ---------------------------------- | ----- | ------------ | --------- | ---------------- |
| 12/08/04                           | 21:15 | Aurora       | 1-2       | Bolivar          |
| 19/08/04                           | 19:00 | Bolívar      | 3-1       | Aurora           |
| Bolívar se classifica como Bolívia |       |              |           |                  |

| Data                                               | Hora  | Equipe local              | Resultado | Equipe visitante          |
| -------------------------------------------------- | ----- | ------------------------- | --------- | ------------------------- |
| 31/08/04                                           | 18:00 | Universidad de Concepcion | 2-1       | Santiago Wanderers        |
| 11/09/04                                           | 18:00 | Santiago Wanderers        | 0-1       | Universidad de Concepción |
| Universidad de Concepcion se classifica como Chile |       |                           |           |                           |

| Data                                         | Hora  | Equipe local              | Resultado | Equipe visitante          |
| -------------------------------------------- | ----- | ------------------------- | --------- | ------------------------- |
| 28/09/04                                     | 21:15 | Universidad de Concepción | 0-0       | Bolivar                   |
| 19/10/04                                     | 19:00 | Bolivar                   | 4-2       | Universidad de Concepción |
| Bolivar se classifica como Quartofinalista 6 |       |                           |           |                           |

### Grupo 5
| Data                               | Hora  | Equipe local | Resultado | Equipe visitante |
| ---------------------------------- | ----- | ------------ | --------- | ---------------- |
| 19/08/04                           | 20:30 | Millonarios  | 1-0       | Junior           |
| 09/09/04                           | 21:15 | Junior       | 2-0       | Millonarios      |
| Junior se classifica como Colômbia |       |              |           |                  |

| Data                                     | Hora  | Equipe local      | Resultado | Equipe visitante  |
| ---------------------------------------- | ----- | ----------------- | --------- | ----------------- |
| 17/08/04                                 | 20:30 | Coronel Bolognesi | 1-0       | Alianza Atlético  |
| 14/09/04                                 | 20:30 | Alianza Atlético  | 4-1       | Coronel Bolognesi |
| Alianza Atlético se classifica como Peru |       |                   |           |                   |

| Data                                        | Hora  | Equipe local     | Resultado | Equipe visitante |
| ------------------------------------------- | ----- | ---------------- | --------- | ---------------- |
| 30/09/04                                    | 21:15 | Alianza Atlético | 0-2       | Junior           |
| 19/10/04                                    | 19:00 | Junior           | 4-1       | Alianza Atlético |
| Junior se classifica como Quartofinalista 7 |       |                  |           |                  |

### Grupo 6
| Data                                      | Hora  | Equipe local  | Resultado | Equipe visitante |
| ----------------------------------------- | ----- | ------------- | --------- | ---------------- |
| 11/08/04                                  | 21:15 | Cerro Porteño | 1-1       | Libertad         |
| 24/08/04                                  | 21:15 | Libertad      | 0-2       | Cerro Porteño    |
| Cerro Porteño se classifica como Paraguai |       |               |           |                  |

| Data                               | Hora  | Equipe local | Resultado | Equipe visitante |
| ---------------------------------- | ----- | ------------ | --------- | ---------------- |
| 09/09/04                           | 20:00 | Danubio      | 1-2       | Peñarol          |
| 21/09/04                           | 22:10 | Peñarol      | 1-1       | Danubio          |
| Peñarol se classifica como Uruguai |       |              |           |                  |

| Data                                               | Hora  | Equipe local  | Resultado | Equipe visitante |
| -------------------------------------------------- | ----- | ------------- | --------- | ---------------- |
| 06/10/04                                           | 22:00 | Peñarol       | 1-3       | Cerro Porteño    |
| 21/10/04                                           | 21:15 | Cerro Porteño | 1-2       | Peñarol          |
| Cerro Porteño se classifica como Quartofinalista 8 |       |               |           |                  |

## Fase final
|  | Quartas de final   | Quartas de final | Quartas de final | Quartas de final |   |               | Semifinal | Semifinal | Semifinal | Semifinal |  |              | Final | Final | Final | Final |  |  |
|  |                    |                  |                  |                  |   |               |           |           |           |           |  |              |       |       |       |       |  |  |
|  |                    |                  |                  |                  |   |               |           |           |           |           |  |              |       |       |       |       |  |  |
|  | Junior             | 0                | 1                | 1                |   |               |           |           |           |           |  |              |       |       |       |       |  |  |
|  | Internacional      | 1                | 1                | 2                |   |               |           |           |           |           |  |              |       |       |       |       |  |  |
|  | Internacional      | 1                | 1                | 2                |   | Internacional | 2         | 0         | 2         |           |  |              |       |       |       |       |  |  |
|  |                    |                  |                  |                  |   | Internacional | 2         | 0         | 2         |           |  |              |       |       |       |       |  |  |
|  |                    | Boca Juniors     | 4                | 0                | 4 |               |           |           |           |           |  |              |       |       |       |       |  |  |
|  | Cerro Porteño      | Boca Juniors     | 4                | 0                | 4 | 1             | 0         | 1 (7)     |           |           |  |              |       |       |       |       |  |  |
|  | Cerro Porteño      |                  |                  |                  |   | 1             | 0         | 1 (7)     |           |           |  |              |       |       |       |       |  |  |
|  | Boca Juniors (pên) | 1                | 0                | 1 (8)            |   |               |           |           |           |           |  |              |       |       |       |       |  |  |
|  | Boca Juniors (pên) | 1                | 0                | 1 (8)            |   |               |           |           |           |           |  | Boca Juniors | 0     | 2     | 2     |       |  |  |
|  |                    |                  |                  |                  |   |               |           |           |           |           |  | Boca Juniors | 0     | 2     | 2     |       |  |  |
|  |                    | Bolívar          | 1                | 0                | 1 |               |           |           |           |           |  |              |       |       |       |       |  |  |
|  | Bolívar            | Bolívar          | 1                | 0                | 1 | 0             | 3         | 3         |           |           |  |              |       |       |       |       |  |  |
|  | Bolívar            |                  |                  |                  |   | 0             | 3         | 3         |           |           |  |              |       |       |       |       |  |  |
|  | Arsenal de Sarandí | 1                | 0                | 1                |   |               |           |           |           |           |  |              |       |       |       |       |  |  |
|  | Arsenal de Sarandí | 1                | 0                | 1                |   | Bolívar       | 1         | 2         | 3         |           |  |              |       |       |       |       |  |  |
|  |                    |                  |                  |                  |   | Bolívar       | 1         | 2         | 3         |           |  |              |       |       |       |       |  |  |
|  |                    | LDU Quito        | 1                | 1                | 2 |               |           |           |           |           |  |              |       |       |       |       |  |  |
|  | Santos             | LDU Quito        | 1                | 1                | 2 | 2             | 1         | 3         |           |           |  |              |       |       |       |       |  |  |
|  | Santos             |                  |                  |                  |   | 2             | 1         | 3         |           |           |  |              |       |       |       |       |  |  |
|  | LDU Quito          | 3                | 2                | 5                |   |               |           |           |           |           |  |              |       |       |       |       |  |  |

### Quartas de final
| Data                                                               | Hora  | Equipe local  | Resultado | Equipe visitante |
| ------------------------------------------------------------------ | ----- | ------------- | --------- | ---------------- |
| 27/10/04                                                           | 21:15 | Boca Juniors  | 1-1       | Cerro Porteño    |
| 10/11/04                                                           | 20:45 | Cerro Porteño | 0-0       | Boca Juniors     |
| Boca Juniors se classifica nos pênaltis (8-7) como Semifinalista 1 |       |               |           |                  |

| Data                                       | Hora  | Equipe local       | Resultado | Equipe visitante   |
| ------------------------------------------ | ----- | ------------------ | --------- | ------------------ |
| 28/10/04                                   | 21:15 | Arsenal de Sarandí | 1-0       | Bolivar            |
| 04/11/04                                   | 20:15 | Bolivar            | 3-0       | Arsenal de Sarandí |
| Bolivar se classifica como Semifinalista 2 |       |                    |           |                    |

| Data                                         | Hora  | Equipe local | Resultado | Equipe visitante |
| -------------------------------------------- | ----- | ------------ | --------- | ---------------- |
| 03/11/04                                     | 18:50 | LDU Quito    | 3-2       | Santos           |
| 10/11/04                                     | 21:50 | Santos       | 1-2       | LDU Quito        |
| LDU Quito se classifica como Semifinalista 3 |       |              |           |                  |

| Data                                             | Hora  | Equipe local  | Resultado | Equipe visitante |
| ------------------------------------------------ | ----- | ------------- | --------- | ---------------- |
| 03/11/04                                         | 21:50 | Internacional | 1-0       | Junior           |
| 10/11/04                                         | 21:50 | Junior        | 1-1       | Internacional    |
| Internacional se classifica como Semifinalista 4 |       |               |           |                  |

### Semifinais
| Data                                        | Hora  | Equipe local  | Resultado | Equipe visitante |
| ------------------------------------------- | ----- | ------------- | --------- | ---------------- |
| 24/11/04                                    | 21:15 | Boca Juniors  | 4-2       | Internacional    |
| 02/12/04                                    | 21:45 | Internacional | 0-0       | Boca Juniors     |
| Boca Juniors se classifica como Finalista 1 |       |               |           |                  |

| Data                                   | Hora  | Equipe local | Resultado | Equipe visitante |
| -------------------------------------- | ----- | ------------ | --------- | ---------------- |
| 25/11/04                               | 21:50 | LDU Quito    | 1-1       | Bolívar          |
| 02/12/04                               | 21:50 | Bolívar      | 2-1       | LDU Quito        |
| Bolívar se classifica como Finalista 2 |       |              |           |                  |

### Final
| Data     | Hora          | Equipe local | Resultado | Equipe visitante |
| -------- | ------------- | ------------ | --------- | ---------------- |
| 08/12/04 | 22:10 (UTC-3) | Bolívar      | 1-0       | Boca Juniors     |
| 17/12/04 | 21:10 (UTC-3) | Boca Juniors | 2-0       | Bolívar          |

## Premiação
| Copa Sul-Americana de 2004       |
| -------------------------------- |
| BOCA JUNIORS Campeão (1º título) |